# Кастелсагра
Кастелсагра (фр. Castelsagrat) насеље је и општина у јужној Француској у региону Миди Пирене, у департману Тарн и Гарона која припада префектури Кастелсаразен.
По подацима из 2011. године у општини је живело 551 становника, а густина насељености је износила 24,49 становника/km². Општина се простире на површини од 22,5 km². Налази се на средњој надморској висини од 86 метара (максималној 203 m, а минималној 69 m).

## Демографија
| 1962. | 1968. | 1975. | 1982. | 1990. | 1999. | 2011. |
| ----- | ----- | ----- | ----- | ----- | ----- | ----- |
| 481   | 580   | 531   | 483   | 480   | 515   | 551   |

График промене броја становника у току последњих година